# 化番
化番，即歸化生番，為台灣清治時期官方文書對台灣原住民的一種分類稱呼。化番介於熟番與生番之間，三者之間有被漢化程度上的深淺，因此對清廷履行之編籍、納糧、應差等義務也有所不同。日治時期延續了清治時期的用詞，兩代皆視化番為生番下的一個較「漢化」或「進化」的族群。化番一詞至今已成歷史名詞，不再被使用。
「歸化生番」之說法最早出現於劉良璧的《重修福建臺灣府志》中，後於《皇清職貢圖》中亦可見。1837年（道光十七年），柯培元於《噶瑪蘭志略》中稱蘭地三十六社為「化番」。

## 参看
- 噶瑪蘭族
- 鄒族
- 排灣族
- 邵族
- 賽夏族

## 圖集
- 諸羅縣內山阿里等社歸化生番
- 鳳山縣山豬毛等社歸化生番
- 彰化縣水沙連等社歸化生番